# 涙のオールナイト・ドライヴ
「涙のオールナイト・ドライヴ」 (I Drove All Night) は、シンディ・ローパーの楽曲。
1989年に3枚目のアルバム『ア・ナイト・トゥ・リメンバー』から先行シングルとしてリリースされた。
元々はシンディのヒット曲「トゥルー・カラーズ」も手がけたビリー・スタインバーグとトム・ケリーがロイ・オービソンのために書いた曲で、ロイによるレコーディングも死去の前年となる1987年に行われていたものの生前には発表されず、結果的にシンディのバージョンが先に世に出ることとなった。その後、ロイ・オービソンのヴァージョンは1992年6月にシングルとしてリリースされ、全英シングルチャートで7位を記録するヒットとなった。
第41回NHK紅白歌合戦にシンディ・ローパーが出演した際に披露された楽曲である。

## トラックリスト
| #  | タイトル                                          | 作詞 | 作曲・編曲 |
| -- | ------------------------------------------------- | ---- | ---------- |
| 1. | 「涙のオールナイト・ドライヴ」(I Drove All Night) |      |            |
| 2. | 「メイビー・ヒール・ノウ」(Maybe He'll Know)      |      |            |

## チャート成績
| チャート（1989年）               | 最高順位 |
| -------------------------------- | -------- |
| アメリカ（Billboard Hot 100）    | 6        |
| イギリス（全英シングルチャート） | 7        |

## カバー
- セリーヌ・ディオン（2002年）